# Fluido supercrítico
Un fluido supercrítico (FSC) es cualquier sustancia que se encuentre en condiciones de presión y temperatura superiores a su punto crítico, lo que hace que se comporte como un híbrido entre un líquido y un gas, es decir, puede difundir como un gas (efusión), y disolver sustancias como un líquido (disolvente). Los FSC se caracterizan por el amplio rango de densidades que pueden adoptar. Cerca del punto crítico, pequeños cambios en la presión y la temperatura producen grandes cambios en la densidad.
En un diagrama de fases clásico, las curvas de fusión, sublimación y vaporización muestran las zonas de coexistencia de dos fases. Tan solo hay un punto de coexistencia de tres fases, el llamado punto triple (PT). El cambio de fase se asocia a un cambio brusco de entalpía y densidad. Pero por encima del punto crítico (PC) este cambio no se produce, por tanto, podríamos definir este punto como aquel por encima del cual no se produce licuefacción al presurizar, ni gasificación al calentar; y por ende un fluido supercrítico es aquel que se encuentra por encima de dicho punto.

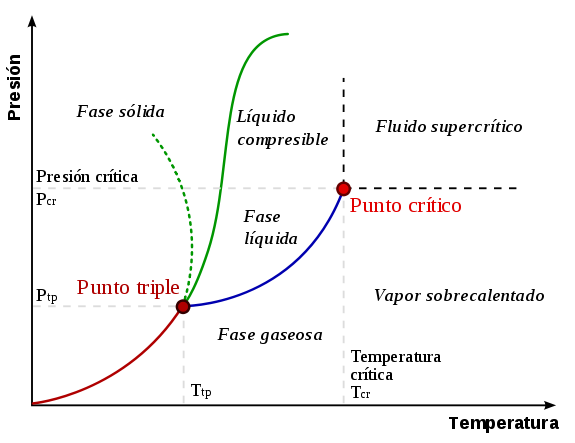
Diagrama de fases. En la parte superior derecha se ve el fluido supercrítico. Como se puede apreciar, acostumbra a obtenerse a altas presiones y temperaturas.

## Propiedades
En términos generales y científicos, un fluido supercrítico posee propiedades entre las de un gas y las de un líquido. En la Tabla 1 se muestran las propiedades de algunos compuestos usados comúnmente como fluidos supercríticos.
| Solvente                 | Peso molecular | Tº crítica | Presión crítica | Densidad crítica |
| ------------------------ | -------------- | ---------- | --------------- | ---------------- |
| Solvente                 | g/mol          | K          | MPa (atm)       | g/cm³            |
| Dióxido de carbono (CO2) | 44,01          | 304,1      | 7,38 (72,8)     | 0,469            |
| Agua (H2O)               | 18,02          | 647,3      | 22,12 (218,3)   | 0,348            |
| Metano (CH4)             | 16,04          | 190,4      | 4,60 (45,4)     | 0,162            |
| Etano (C2H6)             | 30,07          | 305,3      | 4,87 (48,1)     | 0,203            |
| Propano (C3H8)           | 44,09          | 369,8      | 4,25 (41,9)     | 0,217            |
| Etileno (C2H4)           | 28,05          | 282,4      | 5,04 (49,7)     | 0,215            |
| Propileno (C3H6)         | 42,08          | 364,9      | 4,60 (45,4)     | 0,232            |
| Metanol (CH3OH)          | 32,04          | 512,6      | 8,09 (79,8)     | 0,272            |
| Etanol (C2H5OH)          | 46,07          | 513,9      | 6,14 (60,6)     | 0,276            |
| Acetona (C3H6O)          | 58,08          | 508,1      | 4,70 (46,4)     | 0,278            |

La tabla 2 muestra densidad, difusividad y viscosidad de líquidos típicos, gases y fluidos supercríticos.
|                       | Densidad (kg/m³) | Viscosidad (µPa∙s) | Difusividad (mm²/s) |
| --------------------- | ---------------- | ------------------ | ------------------- |
| Gases                 | 1                | 10                 | 1-10                |
| Fluidos Supercríticos | 100-1000         | 50-100             | 0,01-0,1            |
| Líquidos              | 1000             | 500-1000           | 0,001               |

Las propiedades que se muestran en las tablas anteriores derivan en las siguientes características comunes a los fluidos supercríticos:
- No existe interfase gas-líquido
- La compresibilidad isotérmica se hace infinitamente positiva
- El coeficiente de expansión térmica es infinito y positivo
- La entalpía de vaporización es cero
- Si la densidad se mantiene constante e igual a la densidad crítica la capacidad calorífica a volumen constante tiende al infinito
- La densidad por encima del punto crítico depende básicamente de la presión y la temperatura, pero en cualquier caso está más cercana a la de los líquidos que a la de los gases. La densidad aumenta si lo hace la presión a temperatura constante y si disminuye la temperatura a presión constante.
- La viscosidad es mucho más baja que la de los líquidos, lo que le confiere propiedades hidrodinámicas muy favorables
- La bajísima tensión superficial permite una alta penetrabilidad a través de sólidos porosos y lechos empaquetados.
- Mayores coeficientes de difusión (difusividad) que en líquidos por lo que la transferencia de materia es más favorable

## Historia
El científico irlandés Thomas Andrews (1813–1885)), en sus estudios con CO2, sometido a presión y a distintas temperaturas, reconoció en 1869, por primera vez la existencia del punto crítico (31.1 °C). En dicho punto desaparecía el límite entre gas y líquido. Andrews sugirió que existía una temperatura crítica para cada gas. En 1879, Hannay y Hogart midieron la solubilidad de distintos sólidos en fluidos supercríticos. Estos trabajos abrieron la investigación sobre las propiedades y aplicaciones de los fluidos supercríticos.

## Aplicaciones

### Extracción
Los FSC presentan ventajas en los procesos de extracción, ya que al comportarse como un líquido facilita la disolución de los solutos, a la vez que, su comportamiento como gas permite una fácil separación de la matriz. Esto conlleva un proceso de extracción más rápido, eficiente y selectivo que en el caso de la extracción líquido-líquido. Además, se pueden usar "disolventes verdes" como el CO2 evitando el uso de los habituales disolventes orgánicos de las extracciones líquido-líquido.

### Cromatografía de fluidos supercríticos
La cromatografía de fluidos supercríticos es un híbrido entre la cromatografía de líquidos y de gases, permite la separación de compuestos que no permiten las otras técnicas, como compuestos no volátiles o térmicamente inestables. La fase móvil es el FSC, siendo el CO2 supercrítico una de las más adecuadas. Los productos finales obtenidos s por esta técnica son de gran pureza, pero el coste de los mismos es elevado, por lo que su aplicación se centra en productos de gran valor añadido como los de la industria farmacéutica.

### Reacciones en fluidos supercríticos
Gracias a su alta difusividad y a la alta miscibilidad con distintos gases los FSC permiten llevar a cabo tanto reacciones homogéneas como heterogéneas. La velocidad y selectividad de las mismas pueden modularse a través de la presión.
En cuanto a las reacciones homogéneas se pueden destacar algunas ventajas como que los fluidos supercríticos aumentan la velocidad de reacción y la selectividad como resultado de la alta solubilidad de los reactivos gaseosos en FSC, la alta difusión de los solutos y los débiles efectos de solvatación del FSC. Se consigue, además, una mejor separación de los reactivos que no han reaccionado, del catalizador y de los productos después de la reacción, estos últimos se pueden recuperar libres de disolvente y de residuos. El desarrollo de las reacciones catalíticas en fase homogénea utilizando FSC depende de la disponibilidad de catalizadores solubles en este medio, para ello es necesario que el metal que actúe de catalizador esté coordinado a ligandos solubles en el medio supercrítico.
Un ejemplo de reacción que se puede llevar a cabo en scCO2 es la hidrogenación, el H2 es totalmente soluble en el disolvente (tiene baja solubilidad en los disolventes convencionales) lo que mejora la velocidad de la reacción.
también se pueden llevar a cabo reacciones de oxidación, polimerización o formación de enlaces carbono-carbono (Diels-Alder, Ring closing metathesis).

### Producción de biodiésel
El uso de metanol supercrítico permite la síntesis de biodiésel sin necesidad de utilizar catalizador. Con esta estrategia se evitan algunos de los problemas presentes en la síntesis tradicional (formación de jabones por la presencia de ácidos grasos libres o los inconvenientes de la separación del catalizador). Además se evitan las etapas de separación y purificación con el ahorro económico y energético que esto conlleva. También se mejora la transferencia de materia (solo se trabaja en una fase) y por lo tanto la reacción es más rápida.

### Dióxido de carbono como fluido supercrítico
De entre los fluidos supercríticos más usuales el que más se encaja con todas estas propiedades es el CO2, con la salvedad de su apolaridad que, en principio, limita su poder solvente para sustancias polares.
Como todas las sustancias, el CO2 es susceptible de ser polarizado al variar la densidad, es decir, al variar la presión y la temperatura. Pero la polarizabilidad del CO2 es mucho menor que la de los hidrocarburos, por ejemplo, para conseguir una polarizabilidad por unidad de volumen que sea comparable a la del ciclohexano líquido se necesita una presión de 2700 bar y 45 °C. Existe una alternativa al uso de condiciones tan extremas que consiste en la adición de pequeñas cantidades (<10 %) de modificadores, sustancias polares que añadidas al CO2 varían enormemente la polaridad del fluido extractante. En caso de estar hablando de la obtención de ingredientes alimentarios (principal empleo de la extracción supercrítica) sólo se podrían emplear como modificadores compuestos denominados GRAS (Generally Recognized As Safe); entre ellos se encuentran el etanol y el agua supercrítica.

## Nuevas tendencias en disolventes alimentarios
En un proceso de extracción industrial uno o más componentes se separan de la mezcla introducida, siendo el producto deseado tanto el extracto como el producto “refinado”. Al tratarse los alimentos de mezclas altamente complejas lo más habitual es que los extractos también lo sean por lo cual es muy habitual hablar de fraccionamiento de extractos. El fraccionamiento en condiciones supercríticas consiste en una caída en cascada de la densidad con la consiguiente precipitación en cascada de los compuestos extraídos en los separadores donde se produce esta disminución de densidad.
Actualmente la legislación española en materia de disolventes de extracción empleados en el ámbito
alimentario es competencia exclusiva de la Comisión Europea (Libro blanco sobre Seguridad Alimentaria, COM (1999) 719, de 12 de enero), quien decidió una aproximación de las legislaciones de los Estados miembros sobre los disolventes de extracción utilizados en la fabricación de productos alimenticios y de sus ingredientes en junio de 1988 por medio de la directiva 88/344/CEE. Dicha directiva se encuentra traspuesta al sistema legislativo español por medio del RD 472/1990 de 6 de abril. Tras la última modificación efectuada (RD. 2667/1998), la lista de disolventes que pueden emplearse (respetando siempre las “buenas prácticas de fabricación” tanto para extracción como para redisolución de extractos) es la siguiente: propano, butano, acetato de butilo, acetato de etilo, etanol, dióxido de carbono, acetona, hemióxido de nitrógeno.
Esta legislación define un “disolvente de extracción” como un disolvente utilizado en el
proceso de extracción durante el tratamiento de materias primas, de productos alimenticios, de componentes o de ingredientes de dichos productos, que se elimine y que pueda provocar la presencia, involuntaria pero técnicamente inevitable, de residuos o de derivados en el producto alimenticio o en el ingrediente. Y es ahí donde reside otra de las ventajas presentadas por el CO2, que es la de ser gas a temperatura y presión ambiental, con lo que la eliminación del disolvente es inmediata y la presencia de residuos es prácticamente nula; a diferencia de como ocurre en las extracciones “clásicas”, en las que se emplean disolventes orgánicos (muchos de los cuales son tóxicos y perjudiciales para el medio ambiente).
Afortunadamente existe en la actualidad una tendencia dirigida hacia la eliminación de este tipo de disolventes. Los dos ejemplos más claros de dicha tendencia son el Protocolo de Montreal (1989), relativo a las sustancias que agotan la capa de ozono y la Convención de Estocolmo sobre contaminantes orgánicos persistentes, que entró en vigor en mayo de 2004.
Ambos tratados fueron propuestos por el Programa de las Naciones Unidas para el Medio Ambiente (Pnuma) y ratificados por una amplia mayoría de países entre ellos España. De hecho, el CO2 no solo está admitido en ambos tratados, sino que también está reconocido por las normas del Codex Alimentarius como apto para su empleo en alimentos ecológicos (Guidelines for the production, processing, labelling and marketing of organically produced foods (GL 32–1999, Rev. 1 – 2001)).